# Каменев (Воронежская область)
Каменев — хутор в Россошанском районе Воронежской области.
Входит в состав Алейниковского сельского поселения.

## География
На хуторе имеются две улицы — Озёрная и Труда.

## Население
| 2010 |
| ---- |
| 8    |